# السالك بابا حسنة
السالك بابا حسنة هو سياسي صحراوي، يشغل منصب وزير النقل والطاقة بحكومة بشرايا حمودي بيون منذ 15 يناير 2020.